# Stortjärnen (Häggenås socken, Jämtland, 703442-147402)
Stortjärnen är en sjö i Östersunds kommun i Jämtland och ingår i Indalsälvens huvudavrinningsområde.